# Nikt mnie nie zna
Nikt mnie nie zna. Komedia w jednym akcie, wierszem – jednoaktowa komedia Aleksandra Fredry z 1825.
Komedia powstała z sierpniu 1825, o czym świadczy notatka umieszczona na brulionie. Sztuka została wystawiona po raz pierwszy we Lwowie 7 lipca 1826, zaś premiera w Warszawie miała miejsce 17 czerwca 1827. Drukiem po raz pierwszy ukazała się w 1830 w tomie III zbiorowego wydania komedii Fredry (s. 237–290). Zachowały się dwa rękopisy utworu – brulion oraz odpis na czysto, przechowywane w Ossolineum.
Komedia Nikt mnie nie zna miała przynajmniej 25 inscenizacji, w tym czterokrotnie jako spektakl Teatru Telewizji w 1966 (reż. Zbigniew Zbrojewski), 1985 (reż. Marek Okopiński), 1994 (reż. Andrzej Łapicki) oraz 2013 (reż. Jan Englert), a także w 1956 w Teatrze Polskiego Radia (reż. Janusz Warnecki).
Fabuła sztuki opiera się na motywie sprawdzenia wierności żony przez przebranego męża. Otoczenie akceptuje tę mistyfikację, a nawet utrudnia powrót do prawdziwego wcielenia bohaterowi, co potęguje komizm utworu.

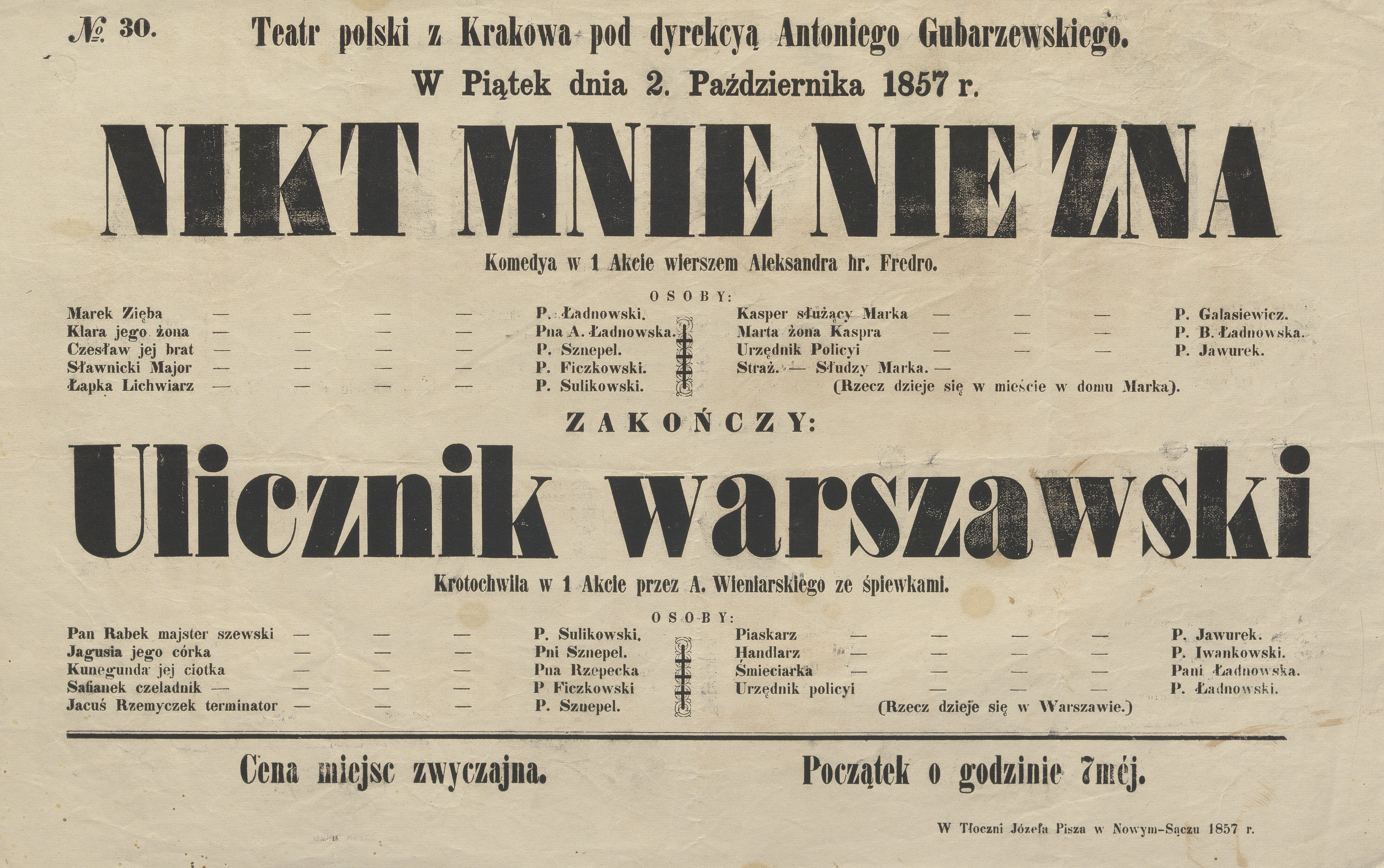
Afisz, Teatr Polski w Krakowie, 1857
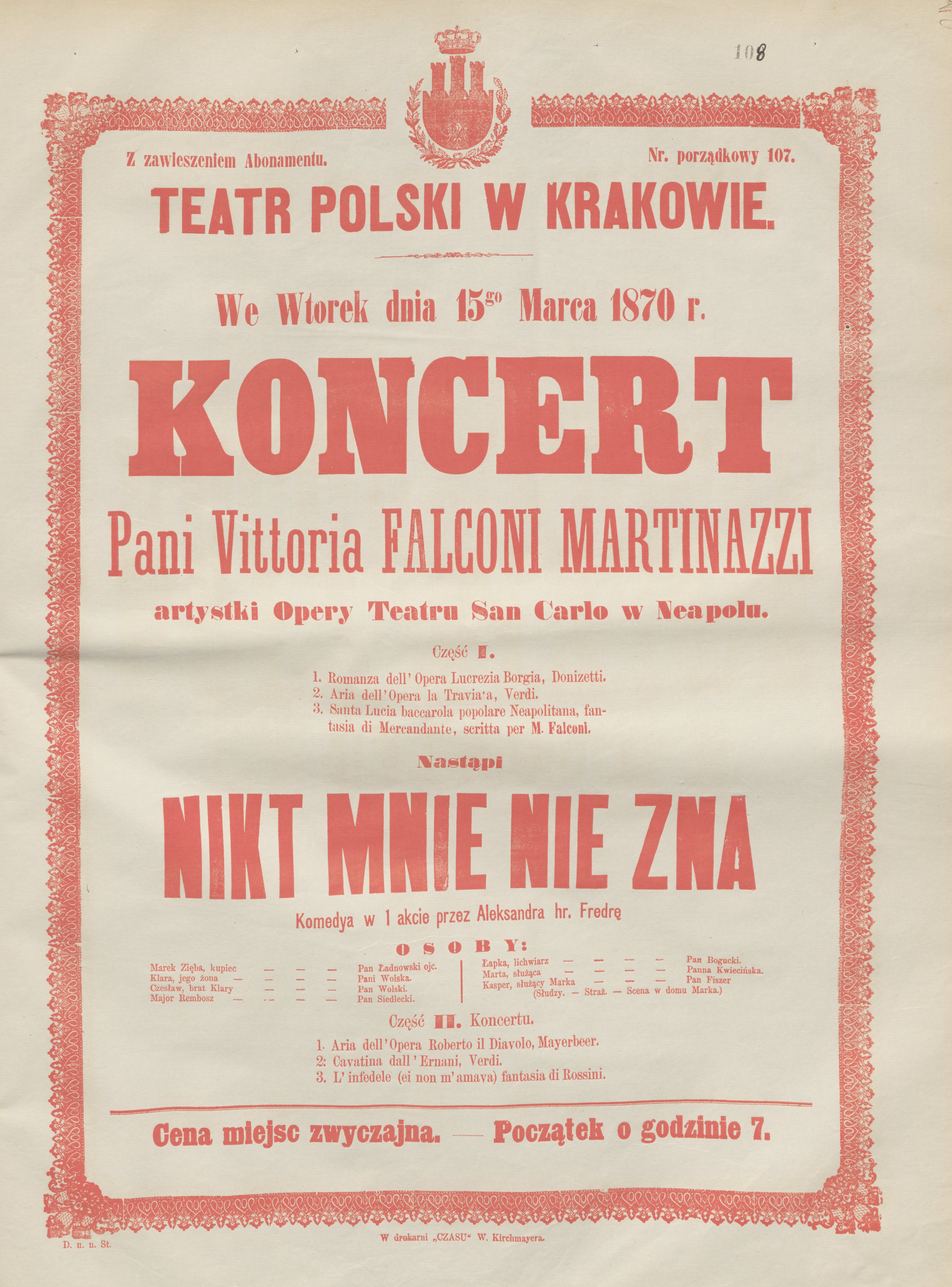
Afisz, Teatr Polski w Krakowie, 1870
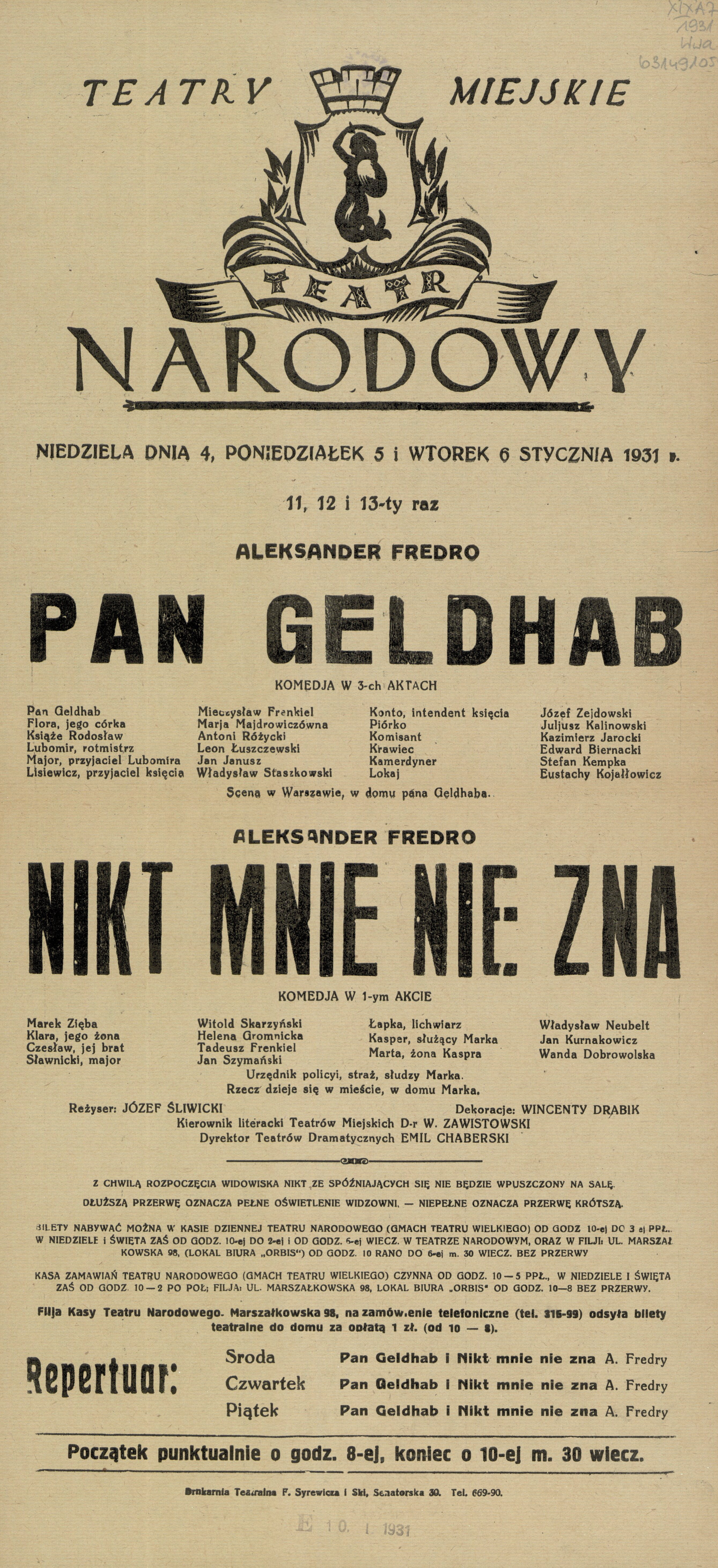
Afisz, Teatr Narodowy w Warszawie, 1931